# Heuthen
Heuthen is een gemeente in de Duitse deelstaat Thüringen, en maakt deel uit van de Landkreis Eichsfeld.
Heuthen telt 726 inwoners.